# (8635) Yuriosipov
(8635) Yuriosipov est un astéroïde de la ceinture principale.

## Description
(8635) Yuriosipov est un astéroïde de la ceinture principale. Il fut découvert le 13 août 1985 à Naoutchnyï par Nikolaï Tchernykh. Il présente une orbite caractérisée par un demi-grand axe de 2,44 UA, une excentricité de 0,17 et une inclinaison de 3,9° par rapport à l'écliptique.

## Compléments